# Ивановская (Вилегодский район)
Ивановская — деревня в Вилегодском муниципальном округе Архангельской области.

## География
Находится в юго-восточной части Архангельской области на расстоянии приблизительно 41 км на северо-восток по прямой от административного центра района села Ильинско-Подомское на левом берегу реки Виледь.

## История
Отмечалась в 1710 году как поселение с 3 дворами. В 1859 году здесь (деревня Сольвычегодского уезда Вологодской губернии) было учтено 17 дворов. До 2020 года входила в состав Селянского сельского поселения до его упразднения.

## Население
Численность населения: 10 человек (1710 год), 153 (1859), 32 (русские 100 %) в 2002 году, 16 в 2010.